# Eddie Carazas
Eddie Carazas (Lima, 27 de fevereiro de 1974) é um ex-futebolista peruano que atuava como meia.

## Carreira
Eddie Carazas integrou a Seleção Peruana de Futebol na Copa América de 1997.